# Згорнє Локе
Згорнє Локе (словен. Zgornje Loke) — поселення в общині Луковиця, Осреднєсловенський регіон, Словенія. 
Висота над рівнем моря: 396,2 м.